# Bakken Bears
Pour les articles homonymes, voir Bakken (homonymie).
Les Bakken Bears, anciennement Skovbakken Basketball, est un club danois de basket-ball  évoluant dans la ville de Århus. Le club appartient à la Basketligaen, soit l'élite du championnat danois.
Depuis 2005 le club fait partie du collectif d'élite sportive le Århus Elite A/S auquel appartient également l'AGF Århus (football) et l'AGF Århus Håndbold.

## Palmarès
Championnat du Danemark (22)
- Champion : 1958, 1997, 1999, 2000, 2001, 2004, 2005, 2007, 2008, 2009, 2011, 2012, 2013, 2014, 2017, 2018, 2019, 2020, 2021, 2022, 2023, 2024
- Vice-champion : 1959, 1963, 1965, 1990, 1993, 2003, 2006, 2010, 2015, 2016

Coupe du Danemark (en) (14)
- Vainqueur : 2000, 2001, 2004, 2005, 2007, 2009, 2010, 2011, 2013, 2016, 2018, 2020, 2021, 2023
- Finaliste : 1980, 1996, 2003, 2006, 2012, 2014, 2022, 2024, 2025

European North League (1)
- Vainqueur : 2024

## Entraîneurs successifs
- 1989-1990 :  Peter Torpet &  Ole Dreyer
- 1995-1996 :  Steffen Wich
- 2000-2001 :  Steffen Wich
- 2004-2005 :  Geof Kotila
- 2006-2010 :  Mads Sigersted
- 2013-2015 :  Ville Tuominen
- 2015-2016 :  Israel Martin
- ? :  Jakob Freil
- ? :  Steffen Wich

## Joueurs célèbres ou marquants
- Jonas Zohore Bergstedt
- Kaido Saks
- Maurice Acker
- Jason Siggers
- Semaj Inge

## Sources et références
1. 1 2  Seuls les principaux titres en compétitions officielles sont indiqués ici.
2. ↑  Voir l'(en) historique sur le site du club